# Carl Friedrich Berent Taube von Odenkat

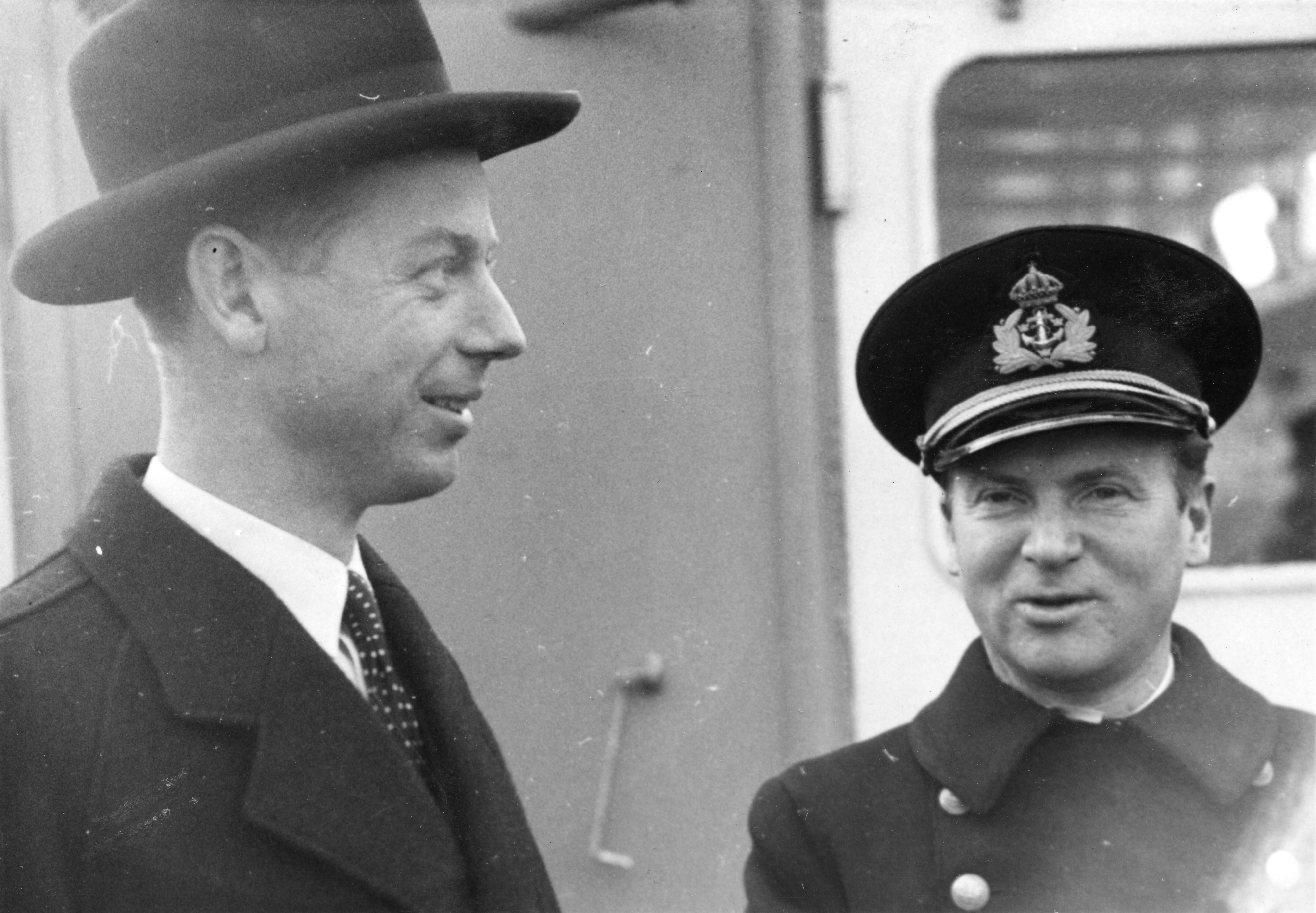
Johan Schreil und Kapitän Fredrik Taube

Carl Friedrich Berent Graf Taube von Odenkat (* 21. März 1909 in Göteborg; † 16. April 1993 in Stockholm) war ein schwedischer Graf und Marineoffizier. Er stammte aus dem deutsch-schwedisch-baltischen Adelsgeschlecht der „von Taube“.

## Werdegang
Carl Friedrich Berent Taube absolvierte 1927 in Vänersborg sein Abitur, danach wurde er im Jahr 1928 Seekadett und legte 1931 seine Offiziersprüfung ab. 1932 trat er als Fähnrich in die königliche schwedische Flotte ein und wurde 1933 zum Unterleutnant befördert. Von 1939 bis 1940 war er auf der Königlichen Marinekriegsschule. 1941 wurde er zum Kapitän befördert, danach folgten 1951 die Beförderung zum Korvettenkapitän, 1954 zum Fregattenkapitän und schließlich 1962 zum Kapitän zur See. Von 1958 bis 1960 diente er als Abteilungsleiter im Marinestab. Von 1951 bis 1957 und nochmals von 1960 bis 1969 war er im Königlich schwedischen Materialamt eingesetzt. 1966 übernahm er den Vorsitz der Königlich schwedischen Marinevereinigung und wurde mit dem Ritter zum Schwertorden ausgezeichnet.

## Familie
Seine Eltern waren Carl Gustaf Graf Taube von Odenkat (1867–1941) und Hedda Augusta Vendela von Schwerin. Er folgte 1941 seinem Vater in den Grafenstand und heiratete Märta Stina Delin (1916–1982). Carl Friedrich Berent Taube starb am 16. April 1993 in Stockholm und wurde im Familiengrab, neben seiner verstorbenen Ehefrau, auf dem Galärvarvskyrkogården beigesetzt. Ihm folgte sein Sohn:
- Carl Arvid Philip Graf Taube von Odenkat (* 19. April 1944; † 20. Juni 2001 in Stockholm), er war der letzte Graf Taube von Odenkat, mit ihm starb das Haus Odenkat in männlicher Nachfolge aus.